# Лінивка-коротун сірошия
Ліни́вка-короту́н сіроши́я (Nonnula sclateri) — вид дятлоподібних птахів родини лінивкових (Bucconidae).

## Поширення
Вид поширений у Бразилії, Болівії та Перу. Природним середовищем існування є субтропічні та тропічні вологі низинні ліси.

## Спосіб життя
Харчується комахами та їхніми личинками, та іншими дрібними членистоногими. Самиця відкладає 2 або 3 яскраво-білих яйця в нору, викопану в землі.